# مته مخروطی چرخان

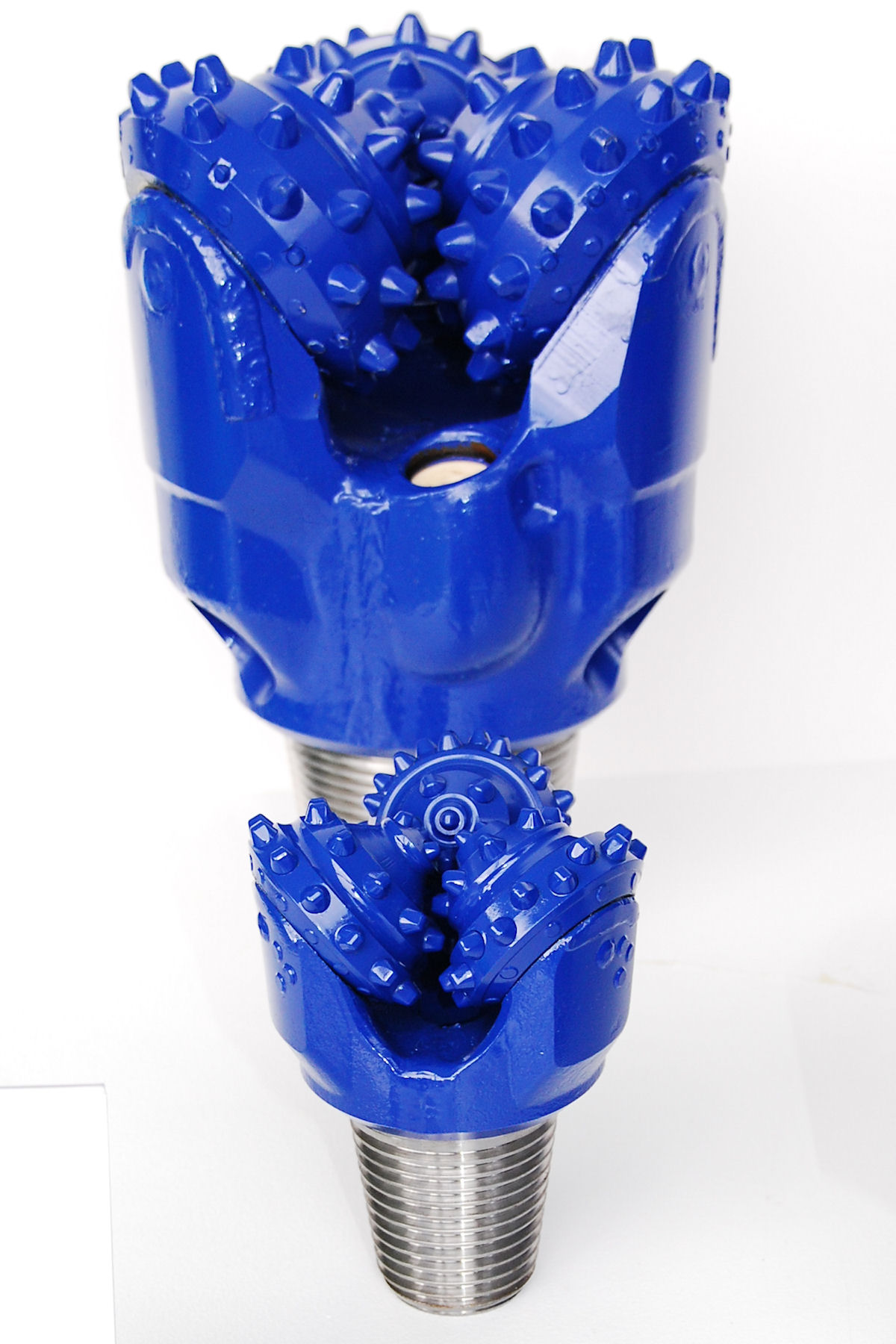
مته مخروطی چرخان

مته مخروطی چرخان (به انگلیسی: Roller Cone Bit) نوعی مته حفاری است که برای حفاری در زمین (سنگ‌ها) به کار می‌رود، به عنوان مثال برای حفاری چاه‌های نفت یا گاز.

## ویژگی‌ها
مته‌ها بر اساس شرایط زمین (خاک) به دسته‌هایی طبقه بندی می‌شوند. سه دسته کلی وجود دارد: مته‌های سازند‌های نرم، متوسط و سخت. مته‌های سازند‌های نرم در ماسه‌های سخت نشده، رس‌ها، سنگ آهک‌های نرم، ردبد‌ها و شیل‌ها به کار می‌روند. مته‌های سازند‌های متوسط در کلسیت‌ها، دولومیت‌ها، سنگ آهک‌ها (لایم استون‌ها) و شیل‌های سخت به کار می‌روند. نهایتاً مته‌های سازند‌های سخت در شیل‌های سخت، کلسیت‌ها، ماد استون‌ها، لایم استون چرتی و در سازند‌های سخت و ساینده به کار می‌روند.